# O Comunista Exposto
O Comunista Exposto (do inglês: The Naked Communist) é um livro anticomunista de 1958 de W. Cleon Skousen, um ex-funcionário FBI. O livro foi reimpresso várias vezes e vendeu quase dois milhões de cópias à data de 2017.

## Conteúdo
O Comunista Exposto é um livro anticomunista de 1958 do teórico político americano W. Cleon Skousen, um ex-funcionário do FBI. O assunto principal do livro é uma suposta conspiração comunista para superar e controlar todos os governos do mundo por meio da implementação do progressismo social e minando a política externa americana por meio da promoção do internacionalismo e do pacifismo. Os primeiros capítulos do livro cobrem a filosofia do marxismo e do comunismo soviético, bem como um pouco da história do poder comunista em vários países, incluindo a União Soviética, China e Cuba.
Segundo Skousen, Karl Marx e Friedrich Engels declararam os seis princípios comunistas em 1847: o derrube do capitalismo, a abolição da propriedade privada, a eliminação da família como unidade social, a abolição de todas as classes, o derrube de todos os governos e o estabelecimento de uma ordem comunista com propriedade comunal numa sociedade sem classes e sem Estado.
Skousen argumentou que o plano comunista era primeiro “tomar a Ásia, depois a África, depois a Europa e finalmente a América”. Skousen também afirmou que os comunistas tinham 45 objetivos “para amolecer a América para a tomada final”.
Os 45 objetivos do comunismo foram adicionados na 8ª edição publicada em 1961. A edição de 2017 do livro inclui um novo capítulo afirmando que 44 dos objetivos foram alcançados nos EUA.

## Recepção
Em 1963, uma parte do livro, incluindo os 45 "Objetivos Comunistas Atuais", foi lida no Registo do Congresso dos Estados Unidos.
O livro foi comentado favoravelmente pelo presidente Ronald Reagan e J. Edgar Hoover, primeiro diretor do Federal Bureau of Investigation.
O livro também foi muito discutido pelos conservadores americanos Glenn Beck e Ben Carson, o último dos quais declarou em 2014: "O Comunista Exposto expõe todo o plano progressista. É inacreditável a rapidez com que foi alcançado."
O livro foi reimpresso várias vezes - mais recentemente numa impressão de 2017 pela Izzard Ink Publishing - e vendeu quase dois milhões de cópias à data de 2017.